# Burgpreppach
Aidhausen är en köping (Markt) i Landkreis Haßberge i Regierungsbezirk Unterfranken i förbundslandet Bayern i Tyskland.
Köpingen ingår i kommunalförbundet Hofheim in Unterfranken tillsammans med staden Hofheim in Unterfranken och kommunerna Aidhausen, Bundorf, Ermershausen och Riedbach.